# واحه مغره
واحه مغره (انگلیسی: Moghra Oasis) یا واحة القارة یکی از واحه‌های کشور مصر است که در شمال‌شرقی صحرای غربی این کشور واقع شده است.